# 星座に向かって飛び立つ手
『星座に向かって飛び立つ手』（せいざにむかってとびたつて、英: Hands flying off toward the constellations）はジョアン・ミロが1974年1月19日に描いた絵画であり、現在バルセロナのミロ美術館で展示されている。ミロはこの美術館が開館した1975年6月にこの絵を寄贈した。

## 背景
ロサ・マリア・アレはこの時期の作品について次のように述べている。
こうした晩年の作品の特徴は黒を豊富に使っていることに加え、その黒との比率からして他の色が極端に少ないことがあげられる。このような特徴はトリックリングやスプラッシング、ドリッピングなどの技法を冷静に使いわけて色を塗ることと相まって、晩年の作品に多大な力と攻撃性をもたらしている。だが、攻撃性は色の塗り方よりもフォルムそのもののなかにより強く現われている。これらの作品は抗議の叫びというよりは、画家の感情を偽りなく自然に表現したものと解釈されるべきだろう。—ロサ・マリア・アレ（訳：佐和瑛子）

## 展示
- 1974年 - パリ、グラン・パレ[3]
- 1975年 - バルセロナ、ミロ美術館[4]

2011年10月に開催された展覧会『ジョアン・ミロ：脱出の梯子』で展示された。

## 関連文献
- Cirici, A (1977), Miró Mirror, Barcelona: Polígrafa, pp. no. 45, p.60
- Clavero, Jordi.J (2010), Fundació Joan Miró. Foundation's Guide, Barcelona: Polígrafa, ISBN 978-84-343-1242-5
- Dupin, j (1993), Miró, Paris, pp. no. 365, pp 336-337
- Gimferrer, P. (1978), Miró , strike without sore, Barcelona: Polígrafa, pp. no.2, p.8
- Gimferrer, P. (1993), The roots of Miró, Barcelona: Polígrafa, pp. no.1081, p.394
- Malet, MR (1988), Works by Joan Miró, Barcelona: Fundació Joan Miró, pp. no. 1196, p.320
- Miró 1956-1983. Feeling, emotion, gesture., Barcelona: Pilar and Joan Miró Foundation, (24 November 2006-25 February 2007), pp. p.16